# Web Modeling Language
Die Web Modeling Language (WebML) wird verwendet, um Zusammenhänge zwischen Hypertext-Seiten wie beispielsweise Webseiten im Internet darzustellen. WebML baut unter anderem auf UML auf, einer allgemeineren Beschreibungssprache. WebML ist gesetzlich geschützt und für die Firma Webratio patentiert.

## Verweise
1. ↑  WebML Patent (Memento des Originals vom 12. Januar 2013 im Internet Archive)  Info: Der Archivlink wurde automatisch eingesetzt und noch nicht geprüft. Bitte prüfe Original- und Archivlink gemäß Anleitung und entferne dann diesen Hinweis.